# Liste des stations de radio en Asie
 (décembre 2014).
Voici une liste de stations de radio en Asie.

## Afghanistan
- Radio Afghanistan (Radio gouvernementale)
- Arman FM - 98.1 FM
- Ariana FM (93.5 FM Kaboul)
- Radio FM 89.4 Kaboul
- Radio Jawanan (Youth FM) - 97.5 FM
- Radio Killid (88.0 FM Kaboul)
- Spogmai FM (102.2 FM Kaboul)
- Radio Zala FM 89.2 Kunar
- Radio Shaher FM 95.5 Kaboul
- Kaboul Rock FM 108.0 Kaboul

Stations étrangères:
- Radio Free Afghanistan (100.5 FM - 1296 kHz Kaboul)
- BBC Radio FM 89.0 Kaboul

## Bahreïn
- Bahrein News Agency[1]
  - Radio Bahreïn (anglais/96.5 FM)
  - Songs Radio (Arabe/93.3 FM)
  - Shababiya Radio (Radio jeunesse/98.4 FM)
  - Holy Quran Radio (106.1 FM)
- Your FM 104.2 (Hindi et Malayalam)

Stations étrangères:
- AFN Bahreïn
- Alif Alif FM (Arabie saoudite)
- BBC Arabic
- BSKSA Radio[2]
  - BSKSA Programme général
  - BSKSA Deuxième programme
  - BSKSA Programme coranique
- Emarat FM
- Mix FM (Arabie saoudite)
- MBC FM
  - Panorama FM
- Monte Carlo Doualiya
- Radio Sawa Gulf
- Rotana FM (Arabie saoudite)
- Sawt el-Ghad (Liban)
- Sout Al Khaleej FM (Qatar)
- Studio 1 & 2 FM Aramco (Arabie saoudite)
- UFM (Arabie saoudite)

## Bangladesh
- Bangladesh Betar (Site web)
  - BB Home Service
  - FM 100
  - Traffic Channel - 88.8 & 90.0 MHz in Dhaka
  - BB External Service
- ABC Radio - FM 89.2 MHz (Site web)
- Dhaka FM - FM 90.4 MHz in Dhaka (Site web)
- Radio Aamar - FM 88.4 MHz in Dhaka (Site web)
- Radio Foorti - FM 88.0 MHz in Dhaka, Chittagong, Sylhet, Rajshahi, Khulna, Barisal, Mymensingh & Cox's Bazaar (Site web)
- Radio Metrowave - 1170 kHz MW.
- Radio Today - FM 89.6 MHz in Dhaka, Chittagong, Sylhet, Barisal, Khulna, Mymensingh, Bogra & Cox's Bazaar (Site web)
- BBC Bengali - FM 100.0 MHz

## Bhoutan
- BBS Radio
- Centennial FM 101
- Kuzoo FM
- Radio Valley 99.9 Thimpu

## Birmanie
- Bagan FM
- Cherry FM
- City FM « Site web »(Archive.org • Wikiwix • Archive.is • Google • Que faire ?) (consulté le 24 décembre 2014)
- Station de diffusion des forces armées
- Mandalay FM Site web
- Myanma Radio, Service national
- Paddamya FM
- Pyinsawaddy FM
- Shwe FM Site web

## Brunei
- BFBS Radio
  - BFBS Radio Brunei - 101.7 FM Seria
  - BFBS Gurkha Brunei - 89.5 FM Seria
- Kristal Radio
  - Radio Al Quran - 89.1 FM Bandar Seri Begawan /99.7 FM Kuala Belait & Tutong
  - Kristal FM - 90.7 FM	Bandar Seri Begawan /98.7 FM Kuala Belait & Tutong
- RTB Brunei
  - Nasional FM - 92.3 FM Bandar Seri Begawan /93.8 FM & 594 AM Kuala Belait & Tutong
  - Pilihan FM - 95.9 FM Bandar Seri Begawan /96.9 FM Kuala Belait & Tutong
  - Pelangi FM - 91.4 FM Bandar Seri Begawan /91.0 FM Kuala Belait & Tutong
  - Harmoni FM - 94.1 FM Bandar Seri Begawan /97.7 FM Kuala Belait & Tutong
  - Nur Islam Network - 93.3 FM Bandar Seri Begawan /94.9 FM Kuala Belait & Tutong

## Cambodge
- Radio Nationale du Cambodge
- ABC Cambodia Radio  (Site web)
- Bayon Radio
- Daun Penh EFM (Site web)
- Family FM 99.5 (Site web)
- NRG 89.0 FM (Site web)
- Sarika FM (Site web)
- Vayo FM (Site web)
- Virgin Hitz Thaïlande
- Voice Of Koh Santepheap (Site web)
- VSK FM (Site web)
- Women's Media Centre of Cambodia (Site web) 
  - FM 102
  - Radio de la communauté des femmes

Stations étrangères:
- BBC World Service
- Radio Australia
- Radio France internationale

## République populaire de Chine
- Radio Beijing Corporation
  - Beijing News Radio
  - Beijing Joy FM (Littérature)
  - Beijing Music Radio
  - Beijing Communication Radio (Trafic routier)
  - Sports
  - Musique
  - International
  - Service public
- China National Radio
  - CNR 1 - Voix de la Chine (Nouvelles)
  - CNR 2 - Voix de l'économie (Economie, Affaires)
  - CNR 3 - Musique
  - CNR 4 - YouRadio 101.8 FM
  - CNR 5 - Taiwan Service 1
  - CNR 6 - Taiwan Service 2
  - CNR 7 - Voix de Huaxia FM 104.9 - (Zhujiang, Hong Kong et Macao).
  - CNR 8 - Minorités (Coréen, Mongol, Kazakh et autres langues)
  - CNR 9 - Sons de la Littérature (Littérature et loisirs)
  - CNR 10 - Sons des anciens (Emissions pour les anciens, dont  loisirs et santé)
  - CNR 11 - Service en Tibétain
  - CNR 12 - Radio de Loisirs
  - CNR 13 - Service en Ouïghour
  - CNR Sons de Hong Kong (à Hong Kong en DAB)
  - CNR Trafic routier.
  - CNR Sons de la Chine rurale (Agriculture)
- Radio Chine Internationale
  - Easy FM (surtout en anglais)
  - Hit FM (Top 40 Hits)
  - CRI Nouvelles
  - CRI Canal des langues (cours de langues étrangères)
  - CRI's Emissions en anglais (sur MF et HF)
  - CRI Emissions internationales (en difféerentes langues en HF)
- Chongqing Broadcasting Group
  - Chongqing News 96.8 FM
  - Chongqing Économie 101.5 FM
  - Chongqing Trafic 95.5 FM
  - Chongqing Musique 88.1 FM
  - Chongqing City 93.8 FM
  - Chonqing Radio Littéraire  103.5 FM
- Fujian Media Group
  - Fujian News Radio
  - South East Radio
  - Fujian Economy Radio
  - Fujian Traffic Radio
  - Fujian Urban Radio
  - Fujian Music Radio
- Gansu Media Group
  - Gansu News Radio
  - Gansu Traffic Radio
  - Gansu Children's Radio
  - Gansu City FM
  - Gansu Economy Radio 93.4 FM
  - Gansu Rural Radio
- Beibu Bay Radio & TV
  - News 910 91.0 FM (Guangxi News Radio)
  - Female Radio 970 97.0 FM (Femmes du Guangxi)
  - Private Car 930 93.0 FM (Urbaine du Guangxi)
  - Guangxi Music Radio
  - Guangxi Traffic Radio
  - Beibu Bay Radio (Emissions internationales)
- Guizhou Radio & TV
  - Guizhou News Radio
  - Guizhou Economy Radio
  - Guizhou Music Radio
  - Guizhou Urban Radio
  - Guizhou Traffic Radio
  - Guizhou Tourism Radio
  - Guizhou Story Radio
- Hebei Radio Network
  - Hebei News Radio
  - Hebei Economic Radio
  - Hebei Traffic Radio
  - Hebei Literary Radio
  - Hebei Life Radio
  - Hebei Music Radio
  - Hebei Farmers Radio
  - Hebei Tourism Radio
- Heilongjiang Radio Network
  - Heilongjiang News Radio
  - Heilongjiang Traffic Radio
  - Heilongjiang Life Radio
  - Heilongjiang Music Radio
  - Heilongjiang Urban Women Radio
  - Heilongjiang Loving Channel
  - Heilongjiang College Radio
  - Heilongjiang Korean Radio
  - Heilongjiang Voice of Northern Wilderness
- Henan Radio
  - Henan Communication Radio
  - Henan Culture Radio
  - Henan News Radio
- Hubei Radio and Television
  - Hubei News Radio
  - Hubei Economy Radio
  - Hubei Classical Music Radio
  - Hubei Traffic Music Radio
  - Hubei Life Health Radio
  - Hubei Women Radio
  - Hubei Traffic Radio
  - Hubei Metro Music Radio
  - Hubei Information Radio
  - Hubei Rural Radio
- Jilin Broadcasting Network
  - Jilin News Radio
  - Jilin Traffic Radio
  - Jilin Economic Radio
  - Jilin Rural Radio
  - Jilin Music Radio
  - Jilin Information Radio
  - Jilin Health Entertaiment Radio
  - Jilin Tourism Radio
  - Jilin Educational Radio
- Liaoning Radio and Television
  - Liaoning News Radio
  - Liaoning Economic Radio
  - Liaoning Literary Radio
  - Liaoning Traffic Radio
  - Liaoning Rural Radio
  - Liaoning Info Radio (Available in Dalian City)
- Ningxia Radio and Television
  - Ningxia News Radio 891 AM
  - Ningxia Traffic Radio
  - Ningxia Economic Radio
  - Ningxia Urban Radio
- Radio Guangdong
  - Radio Guangdong News Station
  - Pearl Radio Economic Station
  - Radio Guangdong Music FM
  - Radio Guangdong Voice of the City
  - Southern Life Radio
  - Guanzhou Traffic News
  - Radio Guangdong Stock Market
  - U Radio Voice of Guangdong
  - ESFM
- Shangdong Radio & TV Station
  - Shandong News Radio
  - Shandong Economy 594 AM / 96FM
  - Shandong Female Anchor Radio
  - Shandong Life Radio
  - Shandong Traffic Radio
  - Shandong Rural Radio
  - Shandong Music Radio
  - Shandong Sports Radio
  - Shangdong Digital
- Shanghai Media Group
  - Shanghai News Radio
  - Eastern China Regional News
  - CBN Radio (Shanghai Economy Radio)
  - Voice of Pujiang
  - Shanghai Sports News Radio
- Shanxi Radio and Television
  - Shanxi News Radio 819 AM/90.4 FM
  - Shanxi Economic Radio 95.8 FM
  - Shanxi Art and Culture Radio 101.5 FM
  - Shanxi Traffic Radio 88.0 FM
  - Shanxi Health Radio 105.9 FM
  - Shanxi Rural Radio 603 AM
  - Shanxi Music Radio 94.0 FM
- Shenzhen Radio Station
  - Shenzhen News and Finance Radio
  - Shenzhen Lifestyle Radio
  - Shenzhen Music Radio
  - Shenzhen Traffic Radio
- Tianjin People's Broadcasting Station
  - Tianjin News Radio
  - Tianjin Coastal/Marine Radio
  - Tianjin Traffic Radio
  - Tianjin Economic Radio
  - Tianjin People's Radio
  - Tianjin Life Radio
  - Tianjin Music Radio
  - Tianjin Fiction Radio
- Voice of Tibet "CTB" (Xizang People's Broadcasting Station)
  - CTB Chinese Language Radio 93.3 FM
  - CTB Urban Life Radio 98.0 FM
  - CTB Tibetan Language Radio 101.6 FM
  - CTB Kamba Language Radio 103.0 FM
  - CTB Science and Education Radio
- Yunnan Radio & TV Station
  - Yunnan News Radio
  - Yunnan Economic Radio
  - Yunnan Traffic Radio
  - Yunnan Shangri-La's Radio (Chinois & International)
  - Yunnan Children Radio
  - Yunnan Educational Radio
  - Yunnan National Radio
  - Yunnan Rural Radio
- Zhejiang Radio & TV Group
  - Zhejiang News Radio
  - Zhejiang Economy 95.0 FM
  - Zhejiang Culture 99.6 FM
  - Zhejiang Music 96.8 FM
  - Zhejiang Traffic Radio 93 FM
  - ZheJiang Female Radio 104.5 FM
  - ZheJiang Sound City 107

## Îles Cocos
- ABC Local Radio
- 6CKI Voix desÎles Cocos
- Red FM

## Corée du Nord
- Korean Central Broadcasting Station
- Pyongyang Broadcasting Station
- Voix de la Corée
- Pyongyang FM Broadcasting

## Corée du Sud
- Korean Broadcasting System
  - KBS Radio 1
  - KBS Radio 2
  - KBS Radio 3
  - KBS 1FM
  - KBS 2FM
  - KBS Hanminjok Radio
  - KBS World Radio
- Radio EBS
- Radio MBC

## Émirats arabes unis
- Abu Dhabi Radio (AD Media Company)
  - Abu Dhabi FM
  - AD Classic FM
  - Emarat FM
  - Quran Kareem Radio
  - Radio Mirchi
  - Star FM
- ARN - Arabian Media Network
  - Al Arabiya Radio
  - Al Khaleeya
  - City FM
  - Dubai Eye 103.8
  - Dubai 92
  - Hit 96.7
  - Radio Shoma 93.4
  - Tag 91.1
  - Virgin Radio Dubaï
- BBC World Service
- Channel 4 Radio
  - Radio 4 Ajman
  - Al Rabia 107.8 FM
  - Gold 101.3 FM
  - The Coast 103.2 FM
- DMI - Dubai Media Incorporated
  - Dubai FM Radio 93
  - Noor Dubai FM
- Radio ME
- Radio Sawa Gulf
- Sharjah FM

## Hong Kong
- CR 1 - Supercharged 881 [FM 88.1-89.5 MHz]
- CR 2 - Ultimate 903 [FM 90.3-92.1 MHz]
- CR AM864 [AM 864 kHz]
- RTHK 1 [FM 92.6-94.4 MHz]
- RTHK 2 [FM 94.8-96.9 MHz]
- RTHK 3 [AM 567 kHz, AM 1584 kHz/FM 106.8 MHz (Hong Kong South)], FM 97.9 MHz (Happy Valley, Jardine's Lookout, Hong Kong Parkview), FM 107.8 MHz (Tseung Kwan O, Tin Shui Wai)
- RTHK 4 [FM 97.6-98.9 MHz]
- RTHK 5 [AM 783 kHz, FM 99.4 MHz (Tseung Kwan O), FM 106.8 MHz (Tuen Mun, Yuen Long)]
- RTHK 6 (BBC World Service) [AM 675 kHz]
- RTHK Putonghua [AM 621 kHz, FM 100.9 MHz (Causeway Bay, Wan Chai), FM 103.3 MHz (Tseung Kwan O, Tin Shui Wai)]
- RTHK DAB 31 [DAB+ OFDM 220.352 MHz, Channel 31]
- RTHK DAB 32 (China National Radio - Hong Kong Edition) [DAB+ OFDM 220.352 MHz, Channel 32]
- RTHK DAB 33 [DAB+ OFDM 220.352 MHz, Channel 33]
- RTHK DAB 34 (BBC World Service) [DAB+ OFDM 220.352 MHz, Channel 34]
- RTHK DAB 35 [DAB+ OFDM 220.352 MHz, Channel 35]
- Metro Finance [FM 102.4-106.3 MHz]
- Metro Info [FM 99.7-102.1 MHz]
- Metro Plus [AM 1044 kHz]
- Metro Finance Digital [DAB+ OFDM 220.352 MHz, Channel 11]
- Metro Music Digital [DAB+ OFDM 220.352 MHz, Channel 12]
- DBC 1 Radio Prime [DAB+ OFDM 220.352 MHz, Channel 01]
- DBC 2 Radio News [DAB+ OFDM 220.352 MHz, Channel 02]
- DBC 3 Radio Business [DAB+ OFDM 220.352 MHz, Channel 03]
- DBC 4 Radio Campus [DAB+ OFDM 220.352 MHz, Channel 04]
- DBC 5 Radio Smiles [DAB+ OFDM 220.352 MHz, Channel 05]
- DBC 6 Radio Music [DAB+ OFDM 220.352 MHz, Channel 06]
- DBC 7 Radio CO [DAB+ OFDM 220.352 MHz, Channel 07]
- U Radio 22 General [DAB+ OFDM 220.352 MHz, Channel 22]
- U Radio 26 Music [DAB+ OFDM 220.352 MHz, Channel 26]

## Inde
- All India Radio
  - AIR Vividh Bharati
  - AIR National Channel
  - AIR Regional Services
  - AIR Local Stations
  - AIR Urdu Service
  - AIR FM Gold
  - AIR FM Rainbow
  - AIR External Service
- Big FM 92.7

## Indonésie
- List of radio stations in Banda Aceh, Indonesia
- List of radio stations in Sumatera Barat, Indonesia
- List of radio stations in Bandung, Indonesia
- List of radio stations in Jakarta, Indonesia
- List of radio stations in Medan, Indonesia
- List of radio stations in Surabaya, Indonesia
- List of radio stations in Sampit, Indonesia
- List of radio stations in Kepulauan Riau, Indonesia

## Iran
- IRIB National Radio
- IRIB Radio Farhang (Culture)
- IRIB Radio Javan (Youth)
- IRIB Radio Quran
- IRIB Radio Varzesh (Sports)
- IRIB Radio Sedaye Ashena
- IRIB Radio Maaref
- IRIB Radio Payam
- IRIB Radio Salamat
- IRIB Radio Tejarat
- IRIB Radio Alborz
- IRIB Radio Goftegoo
- IRIB Radio Ava
- IRIB Radio Nava
- IRIB Service extérieur (diffusion en nombreuses langues)

## Israël
List of radio stations in Israel

## Japon
- NHK
  - NHK Radio 1 (JOAK-AM 594 MW Tokyo)
  - NHK Radio 2 (JOAB-AM 693 MW Tokyo)
  - NHK FM Broadcast (JOAK-FM 82.5 Tokyo)
- Japan FM Network
- Japan FM League
  - Cross FM
  - FM802
  - FM North Wave
  - J-Wave
  - Zip FM
- Japan Radio Network
  - MBS Radio
  - TBS Radio
- Megalopolis Radio Network
  - FM COCOLO
  - Inter FM
  - Love FM
- National Radio Network
- Radio Nikkei
  - Radio Nikkei 1
  - Radio Nikkei 2

## Jordanie
- Jordan Radio
  - Radio Jordan (Service national)
  - Amman FM
  - Radio Jordan - Service international
- Beat FM - 102.5 FM Amman
- Hala FM - 102.1 FM Amman
- Hayat FM - 104.7 FM Amman
- Mazaj FM - 95.3 FM Amman
- Mood 92 - 92.0 FM Amman (anglais)
- Play FM - 99.6 FM Amman
- Radio Fann - 97.7 FM Amman
- Radio Sawa Jordan  98.1 FM Amman
- Rotana Radio Jordan - 99.9 FM Amman /100.1 FM Aqaba (musique arabe)

## Kazakhstan
- Corporation de radio et de télévision du Kazakhstan
  - Kazakh Radio
  - Astana Radio
  - Radio Classic
  - Shalkar FM
- Delo FM (Site web)
- Love Radio (Site web)
- Radio NS (Site web)
- Tengri FM (Site web)

Stations étrangères:
- Radio Record
- Russkoie Radio

## Koweït
- Radio Kuwait
  - Kuwait Radio 1 (Main Channel)
  - Kuwait Radio 2
  - Kuwait Radio Quran
  - Kuwait FM
  - Easy FM 92.5
  - Radio Classical Arabic (Old Arabic Music)
  - Radio Hona Kuwait
  - Radio Shaabya
  - Super Station
- Al Watan Radio
- Marina FM

## Kirghizistan
- Kyrgyz Television & Radio Corporation
  - Birinchi Radio
  - Kyrgyz Radio
  - Myn Kyal FM
  - Baldar FM
  - Radio Dostuk
- Obondoru Radio
- Parlamenttik Radio (Site web)
- Tumar FM (Site web)

Stations étrangères:
- AvtoRadio
- Dance FM (Russia) (Site web)
- Écho de Moscou
- Europa Plus
- Hit FM (Russie)
- Radio Mayak
- Retro FM (Russia) (Site web)
- Radio Free Europe Azattyk Radio (en langue Kirghize)
- Radio Record
- Vesti FM

## Laos
- Bokeo Radio Station - 102.75 FM Bokeo
- Bolikhamsay Radio Station - Bolikhamsay
- China Radio International - 93.0 FM Vientiane
- Khammouane Radio Station - 95.5 FM Khammouane
- Lao National Radio - 567 AM & 6135 SW Vientiane
  - LNR Phoenix Radio - 95.0 FM Vientiane
  - LNR Radio 1 - 103.7 FM Vientiane
  - LNR VIP Radio - 97.3 FM Vientiane
- Lao People's Army Broadcasting - 99.7 FM (Various Cities)
- Luang Prabang Radio Station - 103.5 FM Luang PrabaNG
- Public Security Radio Station - 101.5 FM Vientiane
- Radio Australia - 96.0 FM Vientiane
- Radio France internationale - 100.5 FM Vientiane
- Vientiane City Radio Station - 98.8 FM Vientiane

## Liban
- Al-Nour
- Radio Sawa Levant
- Nostalgie Liban
- Voix du Liban
- Radio Sevan Official Site
- Radio Vana Tsain
- Sawt el Ghad
- NRJ Liban
- Fame FM
- Radio Delta Lebanon
- Radio Rotana
- Radio Liban Libre
- Radio One Lebanon
- Radio Strike
- Mix FM Lebanon
- Risala Radio
- Nidaa al Maarifa
- Radio Orient
- Sawt el Shaab
- Sawt al Horria
- Qur'an al Karim Radio
- Sawt el Mada
- Light FM
- MBS
- Melody FM
- Pax Radio
- Radio Liban Star
- Jaras Scoop FM
- Sawt al Mousika
- Sawt el Noujoum
- Virgin Radio Lebanon

## Macao
- Radio Macau
- Rádio Vilaverde

## Malaisie
- List of radio stations in Malaysia

## Maldives
- Voice of Maldives - 1449 AM Male
  - Raajje FM - 91.0 FM Male
  - Radio 1 (Radio Eke) - 103.8 FM Male
  - Radio 2 - 89.0 FM Male
- Radio Atoll - 96.0 FM Male
- Capital Radio - 93.6 FM Male
- Dhi FM - 95.2 FM Male
- Far Away FM - 96.6 FM Male
- HFM - 92.6 FM Male
- Sun FM - 94.6 FM Male

## Mongolie
- Mongolian National Broadcaster
  - MNB Public Radio
  - MNB Public Radio 2
  - MNB P3 (Public Radio 3)
  - Voice of Mongolia

Stations étrangères:
- China Radio International - 103.7 FM Darhan

## Népal
- Radio Nepal
- Image Fm - 97.9 FM (Site web)
- Kantipur FM - 91.6 FM
- Radio Lekhnath
- Nepaliko Radio - 88.8 FM Bhaktapur (Site web)
- Radio Mirmire - 89.4 FM Kathmandu (« Site web »(Archive.org • Wikiwix • Archive.is • Google • Que faire ?))
- Radio Upatyaka - 87.6 FM Kathmandu (Site web)

## Oman
- Hala FM 102.7 FM
- Hi FM Oman 95.9
- Radio Merge 104.8 FM
- Sultanate of Oman Radio
  - Radio General FM Service
  - Radio Quran
  - English FM Service
  - Oman Radio Youth

## Pakistan
- Top Web Radio
  - Radio Asia Live
- AM/MW Stations
  - Radio Pakistan
  - Azad Kashmir Radio
- Stations FM majeures
  - The Magic Radio Site web
  - Chiltan FM 88
  - FM Sunrise Pakistan (97 MHz. Hassanabdal, Jehlum, Sahiwal & 96 Sargodha)Site web
  - City FM 89 (89 MHz. Karachi, Lahore, Islamabad, Faisalabad) Site web
  - Josh FM 99 (99 MHz. Karachi, Lahore & Hyderabad) Site web
  - Radio1 FM 91 (91 MHz. Karachi, Lahore, Islamabad, Gwadar) « Site web »(Archive.org • Wikiwix • Archive.is • Google • Que faire ?) (consulté le 24 décembre 2014)
  - Radioactive FM 96 (96 MHz. Karachi) « Site web »(Archive.org • Wikiwix • Archive.is • Google • Que faire ?) (consulté le 26 décembre 2014)
  - PowerFM99 (99 MHz. Islamabad, Vehari, Abbottabad, Muzaffarabad, Bagh) Site web
  - FM 100 Pakistan (100 MHz. Karachi, Lahore, Islamabad)
  - FM 101 (101 MHz. Karachi, Lahore, Islamabad, Faisalabad, Quetta, Hyderabad, Sukkur, Sialkot, Larkana, Peshawar, AJK)
  - Mast FM 103 (103 MHz. Karachi, Lahore, Faisalabad, Multan)
  - Buraq FM (104 MHz. Peshawar, Sialkot, & Mansehra)
  - Buraq FM (105 MHz. Mardan)
  - Sachal's Hot 105 FM (105 MHz. Karachi, Larkana, Nawabshah, Sukkur, Hyderabad, Mirpur Khas, Jaccobabad, Quetta)
  - Hum FM (106.2 MHz. Karachi, Lahore, Islamabad, Sukkar)
  - Apna Karachi 107 (107 MHz. Karachi)

## Philippines
- List of radio stations in the Philippines

## Singapour
- List of radio stations in Singapore

## Sri Lanka
- Sri Lanka Broadcasting Corporation (Radio Ceylon avant 1967)
  - Radio Sri Lanka
  - Sinhala National Service
  - City FM
  - Sinhala Commercial Service
  - Thendral
  - Tamil National Service
  - Kandurata FM
  - English Service
- Lite 89.2
- Gold FM
- Sun FM 97.3
- Sirasa FM
- YES FM
- Hiru FM
- Sri FM
- Sha FM
- Lakhanda
- Sarasa Radio - Online

## Syrie
- Service de télédiffusion de la République arabe syrienne 
  - Syria Radio 1
  - Syria Radio 2 (Sawt Al Shaab/Voice of the People)
  - Syria Radio 3 (Sawt Al Shabab/Voice of the Young)
  - Damascus Radio
- Al Aan FM
- Al-Madina FM
- Arabesque FM
- Melody FM Syria
- Mix FM Syria
- Rotana Style FM
- Sham FM

## Taiwan
- Central Broadcasting System (CBS)
  - Radio Taiwan International Site web
- Voice of Han Broadcasting Network « Site web »(Archive.org • Wikiwix • Archive.is • Google • Que faire ?) (consulté le 26 décembre 2014)
- Fuxing Broadcasting Station (FHBS Radio)
  - FHBS Radio 1 (National Audience)
  - FHBS Radio 2/ Fu Hsing BS (International Shortwave Audience)
- National Education Radio
- Police Radio Station (PRS) « Site web »(Archive.org • Wikiwix • Archive.is • Google • Que faire ?) (consulté le 24 décembre 2014)
- ICRT (International Community Radio Taipei) (English) Site web
- Broadcasting Corporation of China (BCC) Site web
- Taiwan Broadcasting Company
- Radio Taipei (Taipei Broadcasting Station)
- Hit FM Taiwan
- Happy Radio
- Kiss Radio Taiwan « Site web »(Archive.org • Wikiwix • Archive.is • Google • Que faire ?) (consulté le 24 décembre 2014)

## Tadjikistan
- TeleRadioCom[3]
  - Radio Tajikistan (Radioi Tojikiston-Радиои Точикистон) (Site web)
  - Radioi Farhang
  - Ovozi Tojik
  - Sadoi Dushanbe
- AFM Radio - Top 40 Music (Site web)
- Asia Plus Radio (Site web)
- Oriono Media (Site web)
  - Oriono Radio
  - Imruz Radio
- Radio Khovar - State News Agency (Site web)
- Radio Vatan (Site web)

## Thaïlande
- MCOT Radio 
  - MCOT Radio (en Thaï) - 1143 kHz
  - Labour's Radio (en Thaï) - 1494 kHz
  - Lukthung Mahanakhon (en Thaï) - 95.00 MHz
  - Khluen Khwam Khit (en Thaï) - 96.50 MHz
  - Seed FM (en Thaï et en Anglais) - 97.50 MHz
  - Active FM (en Thaï) - 99.00 MHz
  - News Network (en Thaï) - 100.50 MHz
  - Met 107 (en Anglais) - 107.00 MHz
  - Eazy FM (en Thaï et en Anglais) - 105.50 MHz (exploité par Channel 3)
- Live 89.5 (Phuket)
- National Broadcasting Services of Thailand
  - Radio Thaïlande
- Armée royale thaïlandaise Radio

## Timor oriental
- Radio-Télévision du Timor-Oriental

Stations étrangères:
- Radio Australie (106.4 FM Dili)
- RDP Internacional (105.3 FM Dili)

## Turkménistan
- Radio Turkmène 
  - Turkmen Radio 1 Watan
  - Turkmen Radio 2 Çar Tarapdan
  - Turkmen Radio 3 Miras
  - Turkmen Radio 4 Owaz
- Radio Free Europe (Azatlyk Radiosy) - Service en Turkmène.

## Ouzbékistan
- MTRK
  - O'zbekiston FM - National Radio Station
  - Toshkent FM - Radio Station focused in Tashkent City and Province
  - Sport FM - Sports Radio Station
  - Yoshlar FM - Youth Radio Station
- Oriat FM - Entertaiment Radio Station (Site web)
- Oriat Dono FM (Site web)
- Ozbegim Taronasi Radio FM 101 (Site web)
- Radio Grande (Радио Гранд) (Site web)
- Radio Maxima (Site web)

## Vietnam
Il existe dans chaque province une station de radio gérée la plupart du temps par un gouvernement provincial.
- Radio d'An Giang (Long Xuyen) (Site web)
- Radio de Binh Duong (Site web)
- Radio d'Hanoi
- TVHL Radio (Truyen Hinh Vinh Long) (Site web)
- Voice of Ho Chi Minh City
- Voix du Vietnam (« Site web »(Archive.org • Wikiwix • Archive.is • Google • Que faire ?) (consulté le 24 décembre 2014))
  - VOV1 -
  - VOV2 -
  - VOV3 -
  - VOV4 - S'adresse aux minorités ethniques
  - VOV5 - Diffusion linguistiquement variée avec 11 languages au programme
  - VOV6 - S'adresse au public international, et à la diaspora vietnamienne à l'étranger
  - VOV Giao Thong - Infos trafic

## Yémen
- Yemen General Corporation for Radio & TV (station gouvernementale)
  - Sana'a Radio (1er Programme) - Station de radio nationale
  - Aden Radio (2e Programme) - Station de radio nationale